# Goniopora somaliensis
Goniopora somaliensis är en korallart som beskrevs av Vaughan 1907. Goniopora somaliensis ingår i släktet Goniopora och familjen Poritidae. IUCN kategoriserar arten globalt som livskraftig. Inga underarter finns listade i Catalogue of Life.